# Тришал (подокруг)
Тришал (бенг. ত্রিশাল, англ. Trishal) — подокруг на севере Бангладеш в составе округа Маймансингх. Образован в 1909 году. Административный центр — город Тришал. Площадь подокруга — 338,98 км². По данным переписи 1991 года численность населения подокруга составляла 336 797 человек. Плотность населения равнялась 994 чел. на 1 км². Уровень грамотности населения составлял 25,2 %. Религиозный состав: мусульмане — 96,58 %, индуисты — 3,12 %, христиане — 0,15 %, прочие — 0,15 %.